# Museum für zeitgenössische Kunst – Diether Kunerth

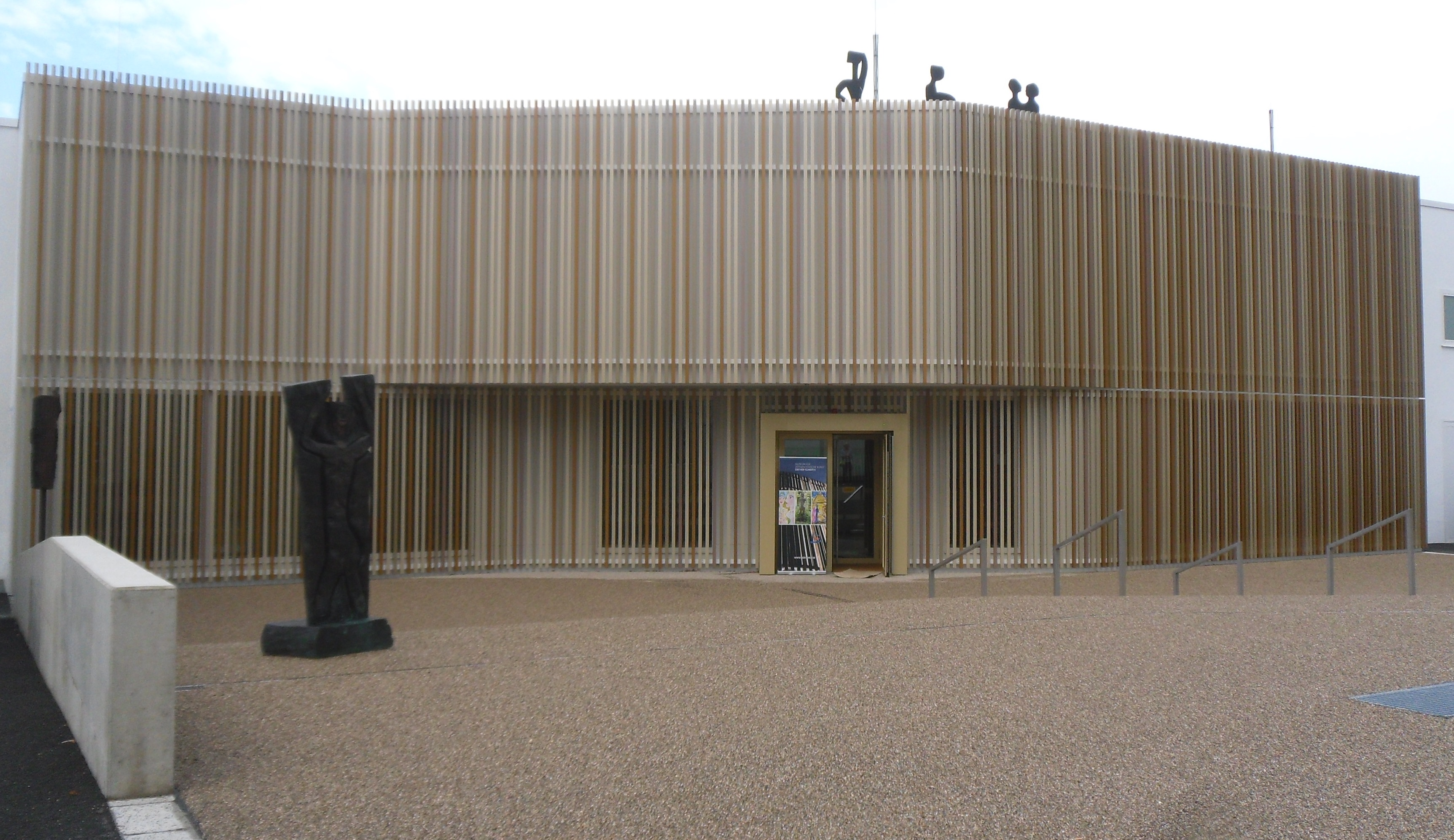
Museumsgebäude

Das Museum für zeitgenössische Kunst – Diether Kunerth ist ein Ausstellungshaus für zeitgenössische Kunst in Ottobeuren. Betrieben wird es seit Sommer 2016 durch den Trägerverein Ottobeurer Museen, Kunst und Kultur e.V. Es werden die Werke des heimischen Künstlers Diether Kunerth und anderer zeitgenössischer Künstler gezeigt. Das Haus wurde am 24. Mai 2014 eröffnet.

## Geschichte
Das Museum wurde durch die Marktgemeinde Ottobeuren mit Fördergeldern des Freistaates Bayern und der EU für 4,7 Millionen Euro errichtet. Der erste Direktor des Hauses war der Museologe Marco van Bel, der aber schon vor Eröffnung von seinem Amt zurücktrat. Von März bis Mai 2014 war die Kulturwissenschaftlerin und Romanistin Saskia Wiedner Kuratorin und Sammlungsleiterin des Hauses. Von Mai bis November 2014 wurde das Haus von den beiden Kulturwissenschaftlerinnen Regina Gropper und Sabine Brecheisen geführt. Von Januar bis April 2015 firmierte der Ottobeurer Unternehmensberater Horst Flämig als Direktor des Hauses. Seither leitet Markus Albrecht, der Zweite Bürgermeister von Ottobeuren, das Museum.

## Architektur
Das Museum wurde durch das Atelier Lohrer aus Stuttgart entworfen, das sich im vorangegangenen Wettbewerb unter anderem gegen Stephan Braunfels Architekten durchgesetzt hatte.
Mit der Eröffnung des Museums am 24. Mai 2014 ging eine zweijährige intensive Bauphase zu Ende. Durch den Abriss eines Gebäudekomplexes der ehemaligen Hirschbrauerei im Ortskern von Ottobeuren ergab sich für die Marktgemeinde die Chance einer kulturellen Nachnutzung. Für das zweigeschossige Gebäude wurde die sogenannte „Hornung-Halle“ des ehemaligen Brauereikomplexes in Teilen erhalten, umgebaut und mit einem Anbau um Eingangsbereich und Funktionsräume ergänzt.
Die architektonische Einbindung des Museumsareals in den Ortskern wurde mit zwei internationalen Architekturpreisen ausgezeichnet, dem ICONIC AWARD 2015 Architektur und dem German Design Award in der Kategorie „Excellent Communications Design - Architecture“.

## Ausstellungen (Auswahl)
Pro Jahr werden zwei bis drei Ausstellungen gezeigt. Die Eröffnungsausstellung war dem Thema Ägypten gewidmet. Es folgte die Ausstellung „Das Gesicht“ im Jahr 2015. Diese beiden Ausstellungen wurden von Diether Kunerth alleine bespielt. Seit der dritten Ausstellung wird mit Gemeinschaftsausstellungen von Kunerth und einem anderen Künstler oder Einzelausstellungen anderer Künstler ein neues Konzept verfolgt. 
- 2014/15: Diether Kunerth „Ägypten“
- 2015: Diether Kunerth „Das Gesicht“
- 2015/16: Elvira Bach & Diether Kunerth „Frauenbildnisse“
- 2016: Otto Neudert
- 2016/17: Sabina Bockemühl „Starke Wesen – Zarte Seelen“ & Diether Kunerth „Indien“
- 2018/19:  Georgios Nilo & Diether Kunerth „Griechenland – Hellas“
- 2019: Markus Lüpertz „Et in Arcadia Ego“
- 2020:  Diether Kunerth „Jugend“ & „Du bist die Kunst“
- 2020/21: Thitz "Tütenkunst" & Diether Kunerth "Zeichnung"
- 2021: Wolfgang Volz "Das Auge von Christo und Jeanne-Claude"
- 2024/25: Gemeinschaftsausstellung zum Jubiläum: 10 Jahre Museum für zeitgenössische Kunst – Diether Kunerth

## Sammlung
Ein Konvolut von Arbeiten Kunerths wurden von diesem der Diether-Kunerth-Stiftung übergeben. Aus diesem Bestand und den noch bei Kunerth verbliebenen Werken werden die Ausstellungen bestritten.